# مالكوم نوريس
مالكوم نوريس هو ناشط وسياسي كندي، ولد في 1900، وتوفي في 1967.